# Karl Bartos
Karl Bartos (ur. 31 maja 1952 w Berchtesgaden) – niemiecki muzyk, były członek grupy muzycznej Kraftwerk, który w latach 1975–1991 wraz z Wolfgangiem Flürem pełnił w zespole funkcję perkusisty. Jest autorem tekstów piosenek na albumach Die Mensch-Maschine, Computerwelt i Electric Cafe.
W roku 1992 Bartos stworzył Elektric Music – zespół wykonujący repertuar zbliżony stylistycznie do dokonań swojej poprzedniej grupy. Pod szyldem Elektric Music w 1993 wydał album Esperanto, a w 1998 Electric Music (z literą „c” zamiast „k” w słowie „Electric” – tak też obecnie zapisuje się nazwę zespołu). Pomiędzy premierami obu wydawnictw, Bartos współpracował z Bernardem Sumnerem i Johnnym Marrem w zespole Electronic. Współpraca ta zaowocowała wydaniem albumu Raise the Pressure w 1996 roku.
W roku 2003 Bartos wydał sygnowany tym razem swoim nazwiskiem album Communication, na którym znalazł się singiel I'm the message.

## Dyskografia
Z Kraftwerk
- 1975: Radioaktivität
- 1977: Trans Europa Express
- 1978: The Man Machine
- 1981: Computer World
- 1983: Tour de France (singiel)
- 1986: Electric Cafe
- 1991: The Mix (programowanie dźwięku, nie uwzględniony na liście autorów)

Z Elektric Music (obecnie Electric Music)
- 1993:  Esperanto
- 1998: Electric Music

Z Electronic
- 1996: Raise the Pressure

Jako Karl Bartos
- 2000: 15 Minutes of Fame (singiel)
- 2003: Communication
- 2004: Camera Obscura (singiel)
- 2013: Off the Record